# 奈曼塔拉泡子
奈曼塔拉泡子是位于中国内蒙古自治区通辽市科尔沁左翼中旗花胡硕苏木北面的一个湖泊。其具体位置约为东经121°58′，北纬44°08′。湖面海拔177米，面积约1.5平方公里，主要沉积物为芒硝和水碱。奈曼塔拉来自蒙古语，意为奈曼是八的意思，而塔拉为甸子。